# Deutsche Hochschule für angewandte Wissenschaften
Die Deutsche Hochschule für angewandte Wissenschaften (DHAW, kurz auch: Deutsche Hochschule) ist eine staatlich anerkannte private Hochschule mit Sitz in Potsdam. Die Deutsche Hochschule für angewandte Wissenschaften bietet Fernstudiengänge in deutscher Sprache an. Der Studienbetrieb wurde im Februar 2023 aufgenommen.

## Geschichte
Die Deutsche Hochschule wurde 2022 in Potsdam gegründet, im Sommersemester 2023 wurde der Lehrbetrieb aufgenommen, und die ersten Studierenden wurden immatrikuliert.
Die Hochschule ist seit Februar 2023 staatlich anerkannt und durch den Wissenschaftsrat konzeptgeprüft. Die Studiengänge sind zusätzlich durch die Akkreditierungsagentur Acquin im Auftrag der Stiftung Akkreditierungsrat akkreditiert.
Träger der Hochschule ist die GU Deutsche Hochschule GmbH, deren alleinige Gesellschafterin die ELG E-Learning-Group GmbH mit Sitz in Wien ist.

## Fernstudiengänge
Die Deutsche Hochschule bietet aktuell 22 Bachelor- und 15 MBA-Studienprogramme als Fernstudium (wahlweise als Vollzeit- oder Teilzeitstudium) an:
- Betriebswirtschaft und Management, B. A.
  - Allgemeine Betriebswirtschaftslehre
  - Personalmanagement
  - Finanzmanagement
  - Marketingmanagement
  - Projekt und Prozessmanagement
  - Change- und Innovationsmanagement
  - Digital Business Management
  - Customer Relation Management
  - Supply Chain Management
  - Nachhaltigkeitsmanagement
  - Medien und Komm.-Management
  - Tourismusmanagement
  - Eventmanagement
  - Sportmanagement
  - International Management
  - Immobilienmanagement

- Steuerwesen, B. A.

- Informatik, B. Sc.
  - Allgemeine Informatik
  - Cyber Security
  - Software-Entwicklung
  - Medieninformatik

- Wirtschaftsinformatik, B. Sc.
- Master of Business Administration MBA*
  - General Management
  - Digital Business Management and AI
  - HR Management
  - International Management
  - Projekt- und Prozessmanagement
  - Wirtschaftspsychologie
  - Finance
  - Management im Gesundheitswesen

* die angeführten Studiengänge befinden sich in Akkreditierung